# Officium Defunctorum
L'Officium Defunctorum est une œuvre de Tomás Luis de Victoria, composée en Espagne en 1603 et publiée en 1605, à la suite du décès de l'impératrice Marie d'Autriche. Avec son Officium Hebdomadæ Sanctæ (1585), cette composition est considérée comme l'un des chefs-d'œuvre de Victoria.

## Historique

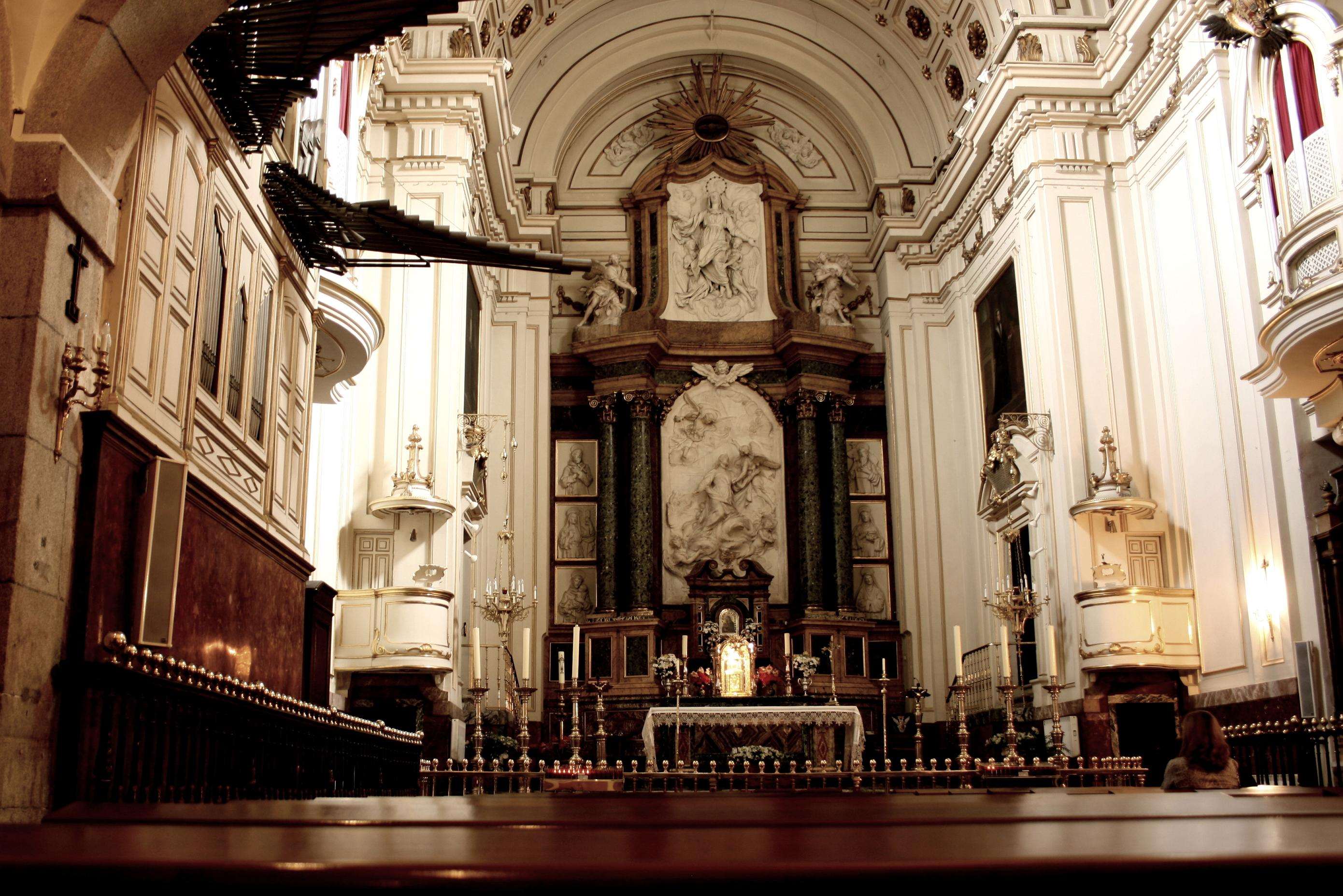
À partir de 1587, Tomás Luis de Victoria était en service pour l'impératrice dans ce monastère des Déchaussées royales. Après le décès de celle-ci, il accumula encore ses fonctions : un des trois aumôniers et organiste de l'abbaye.

Lorsque l'impératrice Marie d'Autriche décéda le 26 février 1603, en retraite dans le monastère des Déchaussées royales, Tomás Luis de Victoria soutenait sa vie spirituelle. Ce disciple de Palestrina et prêtre de la congrégation de l'Oratoire était en service, depuis 1587, après avoir quitté Rome entre 1585 et 1587. Si son requiem à 4 voix (Missa pro Defunctis, 1583) avait déjà été écrit à la ville éternelle, Victoria n'hésita pas à composer un nouveau en faveur de cette souveraine.
Contrairement à ce que l'on considérait auparavant, il est probable que cette messe de défunt fut chantée plusieurs fois. Owen Rees en compte trois. Car, en Espagne, le trépas de l'impératrice était un événement exceptionnel qui fit cesser toute autre activité. Surtout, l'œuvre fut exécutée lors de grandes obsèques impériales, tenues le 22 avril, dans l'église Saint-Pierre-Saint-Paul, établissement de Jésuites à Madrid, dont la construction avait été achevée en 1567. Mais en ce qui concerne la première messe et l'inhumation, tenues à l'abbaye les 18 et 19 mars, l'exécution est toujours discutée.
Ces représentations de l'œuvre furent contestées en 1914 par Henri Collet. Il est vrai qu'il manque de témoignages de documents, hormis ceux du compositeur. Mais en 2019, Owen Rees conclut que les cérémonies avait certainement été chantées en polyphonie de Victoria, quoique Collet discutât la messe en plain-chant, normalement plus ecclésiastique.
En 1605, l'ouvrage fut publié à Madrid, auprès de l'Imprimerie impériale. À la différence des publications précédentes, il s'agissait d'une modeste brochure en 30 folios que le compositeur appelait librito. Par préface, celui-ci fut dédié à la sœur Marguerite de la Croix (fille cadette de la feue impératrice, Marguerite d'Autriche), qui était dorénavant la protectrice de Victoria jusqu'à la mort de ce dernier. Toutefois, cette préface rendait également hommage à la défunte, avec le terme Cygneam cantioneam. Ce mot de Victoria signifiait donc lamentations et non chant du cygne,,.
Il s'agit de la dernière publication de Victoria. En outre, aucune composition écrite n'est connue après cette date.
|                                                                       |
| Marie d'Autriche (1528 Madrid - † 1603 Déchaussées royales à Madrid). |

| |
| Tomás Luis de Victoria (1548 Ávila, probablement près de la résidence de sainte Thérèse d'Avila - † 1611 Déchaussées royales à Madrid). |

| |
| Marguerite d'Autriche (sœur Marguerite de la Croix, 1567 Vienne - † 1633 Déchaussées royale à Madrid.) |

Le 27 août 1611, Tomás Luis de Victoria passa de vie à trépas dans ce monastère à l'âge de 63 ans, en qualité de prêtre, d'aumônier, de maître de chapelle et d'organiste, mais non plus de compositeur. Il est certain qu'en rendant hommage à l'impératrice, la qualité de l'œuvre arrivait au sommet de la musique du siècle d'or espagnol. De surcroît, les musicologues considèrent aujourd'hui que cet Officium est bien capable de représenter toute la musique de la Renaissance a cappella, si florissante et si évoluée.

## Œuvre

### Composition
Le folio 28v, dans la publication originale, se consacrait à la table des matières :
- Missa pro defunctis, 6 voc., 1v - 18r ;
- Versa est in luctum, 6 voc., 18v - 21r ;
- Responsorium, Libera, 6 voc., 21v - 25r ;
- Lectio, Tædet, 4 voc, 25v - 28r.

La partition contemporaine se construit des pièces détaillées. Tout comme son Officium Hebdomadæ Sanctæ (1585), les parties en monodie étaient laissées en grégorien, lesquelles sont, dans ce requiem, entonnées normalement par le second soprano (Cantus II). D'après une édition critique (pour la traduction, voir Requiem) :

### Ordre de l'exécution
En dépit de la distribution du manuscrit, on a tendance à placer la dernière pièce Tædet animam meam au début. En effet, de grandes obsèques se commencèrent au soir du 22 avril 1603 avec les vêpres de requiem. Et le lendemain matin, les offices de matines (dit Dirige, Domine) et de laudes précédèrent la célébration de la messe de requiem. Donc, il est assez vraisemblable que cette lecture II, réservée aux matines des morts, avait été chantée cette aube-là, dans l'église Saint-Pierre-Saint-Paul à Madrid (actuellement remplacée par la cathédrale).

### Caractères

#### Œuvre de maturité
Tomás Luis de Victoria disposait deux mois pour la composition. Sans doute le musicien put-il bénéficier encore de deux ans pour l'amélioration. Il s'agit d'une œuvre de maturité et il faut donc écarter l'hypothèse du testament musical d'un compositeur mourant.
Cet Officium est structuré avec beaucoup de soin. Ainsi, l'offertoire reste, au milieu du requiem, plus sombre, conduit par la voix d'Altus alors que le Christe eleison est moins sombre entre deux parties de Kyrie eleison, omettant la voix de Bassus. Cette composition en quatre voix supérieures donne un ton plaintif. Au lieu de trois fois de Kyrie eleison répétés comme le grégorien, le compositeur fit conclure un Kyrie développé, après ce Christe. On trouve, dans le Libera me, Domine, l'alternation entre les Cantus I et II, probablement inspirée par le double chœur de la basilique Saint-Marc à Venise.
Mais surtout, cette œuvre demeure un hommage au chant grégorien. Par le soprano II, chaque pièce se commence avec la mélodie grégorienne. Mais il n'existe plus le cantus firmus en notes égales. La mélodie suivante est paraphrasée par les Cantus I et II, faisant la texture musicale pour une magnificence de lumière. Aussi chaque voix y participe-t-elle aisément à évoluer l'élan mélodique et l'harmonie. Le prêtre-compositeur n'oublia pas de respecter la liturgie. La durée d'exécution ne dépasse pas trop celle du requiem en grégorien. Par exemple, le début du Sanctus par le Cantus II ne se compose que de trois seules notes, et le chœur les suit aussitôt.

## Postérité
Si de nombreuses messes de requiem en polyphonie existaient déjà au XVIe siècle et surtout en Italie, l'œuvre de Victoria aurait contribué à remplacer la musique des obsèques en monodie par la polyphonie,. En effet, on compte, en particulier entre 1600 et 1630, plus de 40 messes de requiem italiennes. Ce qui était certain est, simplement, que Tomás Luis de Victoria n'hésita pas à envoyer son œuvre à Rome.
Toutefois, la Contre-Réforme, à laquelle le prêtre-compositeur était toujours fidèle, alla plus loin. Si le Saint-Siège gardait son silence si longtemps après le concile de Trente, c'était en faveur de la rédaction du cérémonial de Clément VIII sorti en 1600, durant plus de 30 ans. Ce premier cérémonial, un véritable guide liturgique, autorisait et recommandait l'usage de l'orgue, en alternance avec la chorale. Dans le même XVIIe siècle, les messes accompagnées des instruments, y compris le requiem, devinrent rapidement courantes,. Cela peut expliquer pourquoi disparut la totalité des exemplaires imprimés en 1605, à l'exception de celui des archives de Segorbe. Or, on ignore encore la raison exacte.
L' Officium Defunctorum fut redécouvert au XIXe siècle, à la suite de l'évolution du Mouvement cécilien. Franz Xaver Haberl, qui dirigeait le mouvement à Ratisbonne, avait besoin des preuves, non seulement pour promouvoir la musique sacrée mais aussi afin d'empêcher la reforme liturgique, conduite par l'abbaye Saint-Pierre de Solesmes, à savoir restauration du chant grégorien authentique. Dans ces optiques, il avança la présentation des œuvres de qualité, notamment celles de Giovanni Pierluigi da Palestrina et celles de Victoria. Une transcription de l'Officium Defunctorum avait été effectuée, en 1835, par le prédécesseur de Haberl, Carl Proske, en profitant des copies conservées à Rome, qui étaient vraisemblablement envoyées par le compositeur avant son décès.
La première publication en partition contemporaine fut par conséquent effectuée par Haberl en 1874. En France, Charles Bordes se passionnait, surtout pour son enseignement à la Schola Cantorum de Paris. Un autre promoteur se trouvait en Angleterre : sir Richard Runciman Terry († 1938), converti en catholicisme, appréciait la qualité des pièces de Victoria et faisait les exécuter à la cathédrale de Westminster. De nos jours, de nombreux groupes britanniques suivent ce musicologue.
C'était Henri Collet († 1951) qui aurait créé une légende en tant que chant du cygne de Victoria. Il considérait, d'après ce mot dans la préface, que l'œuvre présentait, avec l'analogie du requiem de Mozart, le testament du compositeur ainsi que de la gloire de l'époque d'or,.
Au XXe siècle, l'œuvre conservait une immense popularité dans les domaines d'exécution et d'enregistrement. Ainsi, lors des obsèques en Espagne de Manuel de Falla en 1947, ce requiem fut adopté en faveur de la célébration religieuse.
En admettant que la diffusion de Felipe Pedrell en 1909 ait considérablement contribué à faire connaître ce chef-d'œuvre, des musicologues trouvèrent que sa rédaction était assez loin d'être édition critique. D'où, à partir des travaux de David Wulstan (1978), plusieurs publications se succédèrent en consultant un exemplaire original conservé à la cathédrale de Segorbe. L'enregistrement aussi se continue toujours, avec ces éditions critiques.

## Publication

### Publication originale
Il s'agissait de la publication, tout comme les pièces de l'époque, en notation mensurale blanche, à savoir notation sans barre ni armure. D'où, l'œuvre reste musique en prose pour laquelle l'interprétation doit respecter cette caractéristique.
- 1605 :
Thomæ Ludouici DE VICTORIA, Abulensis, sacræ Cæsaræç Maiestatis Capellani.
Officium Defunctorum, sex vocibus IN OBITV ET OBSEQVIIS Sacræ Imperatricis., NVNC PRIMVM IN LVCEM ÆDITVM, Cum permissu superiorum.
MATRITI, Ex Typographia Regia. M.DC.V[3],[sr 19].
- 2000 :
Officium Defunctorum, tome I, Caja de Ahorros de Ávila,  (ISBN 978-84-930-203-6-1)
— fac-similé de la publication originale conservée aux archives de la cathédrale de Segorbe[18].

### Partition contemporaine
- 1874 : Franz Xaver Haberl, Officium Defunctorum, publié dans la seconde série de la Musica divina[or03 17],[sr 5]
— à la différence des publications suivantes, cette édition était issue de la transcription de Carl Proske († 1861), prêtre-musicologue, qui l'effectua le 22 avril 1835 à Rome, dans les archives de San Giacomo degli Spagnoli. Selon les études d'Owen Rees (2019), il s'agirait de la première publication après celle du compositeur en 1605[or03 15],[19].
- 1909 : Felipe Pedrell, dans son Opera omnia : ex antiquissimis, iisdemque rarissimis, hactenus cognitis editionibus in unum collecta,..., tome VI p. 124 - 151, Breitkopf & Härtel, Leipzig
—  de nos jours, considérée comme édition problématique et manquante d'authenticité[or03 14] ; en fait, Felipe Pedrell n'était pas capable, avant sa publication, d'accéder aux copies originales conservées aux archives à Segorbe selon la publication de 1605, à cette époque-là une seule source sure[20],[21].
- 1978 : David Wulstan, Requiem à 6 (1605), série Voces musicales 1:5, Oxenford Imprint, Oxford, 44 p[ec 1],[22],[or03 18].
— partition principalement restaurée avec la publication originale[22].
- 1988 : Bruno Turner, Officium defunctorum - Requiem 1605, série Mapa mundi A75, Vanderbeek & Imrie, Lewis, (ISMN M-57011-075-9), 44 p[23].
— de même, Bruno Turner consulta la notation originale en faveur de son édition[3].
- 1990 : Michael John Noone, Missa pro Defunctis a 4 (1583) ; Requiem responsories (1592) ; Officium Defunctorum a 6 (1605) / Transcribed and edited by Michael Noone, Boethius Press, Aberystwyth  (ISBN 0-86314133-1)[24],[sr 5],[25]
— cette édition aussi est issue de la publication originale de 1605[24].
- 1994 : Jon Dixon, Requiem Mass for Six Voices and Setting for the Office of the Dead, tome V51[26], JOED Music, Carshalton Beeches[sr 5],[27]
— Jon Dixon est éditeur et responsable de sa publication[26] ; il s'agirait également d'une édition sure car Paul McCreesh en adoptait pour son enregistrement[28].
- 2000 : Samuel Rubio, Officium Defunctorum a seis voces, Estudio y transcripción, tome II, Caja de Ahorros de Ávila,  (ISBN 978-84-930-203-8-5), 103 p. [partition en ligne d'après l'exemplaire de l'université de Michigan]
— édition critique selon la publication originale conservée au musée de la cathédrale de Segorbe ; il s'agit de l'édition posthume de Samuel Rubio († 1986)[4], ancien président de la Société espagnole de musicologie et professeur de conservatoire de Madrid[18].
- 2014 : José Perpigñán Artíguez, Magín Arroyas Serrano et Vincente Martinez Molés, Officium Defunctorum, Catedral de Segorbe, Segorbe,  (ISBN 979-0-9013174-1-3)[21]
— cela est également la publication posthume de la transcription PM31/13 de José Perpigñán Artíguez († 1928), copiée en 1897 et anciennement utilisée par Felipe Pedrell en 1909[21].

## Enregistrement
Il existe de nombreux enregistrements de qualité. Afin de distinguer correctement de la Missa pro defunctis (1583), leur titre est souvent détaillé avec des précisions : Officium Defunctorum, à 6 voix, Madrid, 1603, 1605. Mais il existait parfois des confusions de titre.
- 1958 : Choir of the Abbay of Mount Angel sous la direction de Dom David Nicholson et the Portland Symphonic Choir sous Robert Zimmerman, Requiem Mass, RCA Victor LSC-2254[ec 2]
- 1959 : The Netherlands Chamber Choir, Officium Defunctorum (Mass for the Dead), interprété par Felix de Nobel, Angel Records 35668[or03 19]
- 1960 : The Dessoff Choirs, Missa pro defunctis à 6, interprété par Paul Boepple, Fantasy Records SD-8035[ec 3]
- 1965 : Prazstí madrigalisté, Officium defunctorum, interprété par Miroslav Venhoda, Teldec AW6.41273[ec 4]
- 1967 : Berkshire Boy Choir, Missa Pro defunctis, interprété par George Guest, British Broadcasting Corporation BBC67[ec 5]
- 1968 : Choir of St John's College, Requiem Mass, sex vocibus, interprété par George Guest, Argo ZRG570[29]
- 1974 : Coro de Radiotelevisión Española, Officium Deffunctorum (sic), interprété par Alberto Blancafort, colección de Música Antigua Española XXI, Hispavox HHS020
- 1977 : Escolania de Montserrat, Missa Pro Defunctis 6 vocum, interprété par Ireneu Segarra, EMI IC06599602Q[ec 6]
- 1981 : Cuarteto Vocal Tomás Luis de Victoria (SATB) et solistes supplémentaires, Officium Defunctorum, Madrid 1605, interprété par Samuel Rubio, Columbia Records dans SCE991/995[ec 7],[or03 19]
- 1986 : The Sydney University Chamber Choir, In Celebration of the 1986 Papal Visit[30] - The Victoria Requiem, interprété par Neil McEwan, Australian Broadcasting Corporation L38676[or03 19]
- 1987 : The Tallis Scholars, Requiem, interprété par Peter Phillips, Gimell Records CDGIM012[ec 8] [écouter en ligne]
- 1987 : The Choir of Westminster Cathedral, Requiem, Officium Defunctorum (1605), interprété par David Hill, partition de Bruno Turner, Hyperion Records CDA66250[3],[29]
- 1995 : Gabrieli Consort, Requiem, Officium defunctorum - 1605, interprété par Paul McCreesh, Archiv Produktion 447 095-2[29],[or03 19] [écouter en ligne (Kyrie)]
- 1996 : Magnificat, Officium Defunctorum, interprété par Philip Cave, Linn Records CKD060[29],[or03 19]
- 2002 : La Stagione Armonica, Requiem for Empress Maria of Austria (Madrid 1603), interprété par Sergio Balestracci, Symphonia puis PanClassics PC10235[or03 19]
- 2003 : Musica Ficta, Requiem, interprété par Raul Mallavibarrena, Enchiriadis EN2006[29],[or03 19]
- 2003 : Chœur in illo Tempore, Requiem 1603, interprété par Alexandre Traube, Gallo CD-1129[31]
- 2005 : Armonico Consort, Requiem, interprété par Christopher Monks, Deux-Elles Records DXL1112[29]
- 2005 : The Sixteen, Requiem 1605, Officium Defunctorum, interprété par Harry Christophers, CORO COR16033[29],[or03 19]
- 2006 : Capella de Ministrers & Cor de la Generalitat Valenciana, Requiem, interprété par Carles Magraner, Licanus 615[29]
- 2007 : The Ebor Singers, Requiem æternam, interprété par Paul Gameson, Boreas Music BMCD702[32]
- 2011 : Tenebrae, Requiem mass, 1605, interprété par Nigel Short, Signum Classics SIGCD248[or03 19] [écouter en ligne (Kyrie)]
- 2012 : KammerChor Saarbrücken, Requiem, Officium defunctorum 6 voc., interprété par Georg Brün, Rondeau ROP6042[or03 19]
- 2012 : Collegium Vocale Gent, Officium Defenctorum, interprété par Philippe Herreweghe, PHI LPH005
- 2015 : Choir of Clare College, Requiem, interprété par Graham Ross, Harmonia Mundi HMU907617
- 2020 : La Grande Chapelle et Schola Antiqua, Officium Defunctorum, interprété par Albert Recasens, Lauda LAU020
- 2021 : Coro RTVE, Officium Defunctorum, interprété par Christoph König, RTVE DC et DVD

Il ne faut pas confondre ces enregistrements à 4 voix avec ceux de l'Officium Defunctorum à 6 voix. George Guest et cette schola enregistrèrent toutes les deux œuvres.
- 1970 : Choir of St John's College, Requiem mass (1583), interprété par George Guest, Argo SXL29043[ec 9]
- 2011 : Ensemble Plus Ultra, Missa Pro defunctis, interprété par Michael Noone, Archiv Produktion, disque 1 de 477 9747 (10 DC)